# Асылмуратова, Алтынай Абдуахимовна
Алтына́й Абдуахи́мовна Асылмура́това (каз. Алтынай Абдуахимқызы Асылмұратова, род. 1 января 1961, Алма-Ата) — советская и российская артистка балета, хореограф и педагог. Народная артистка России (2001). Прима-балерина Кировского/Мариинского театра (1987—2000), Королевского балета Великобритании (1989—1993), Марсельского национального балета (1995—1997). Художественный руководитель балета Национального театра оперы и балета «Астана Опера» (с 2015). Художественный руководитель Казахской национальной академии хореографии (с 2022).
Супруга танцовщика Константина Заклинского.

## Биография
Алтынай Асылмуратова родилась в театральной семье: жизнь её родителей, бабушки и дедушки была связана с балетом.
Родители были выпускниками Ленинградского хореографического училища. Отец — заслуженный артист Казахской ССР Абдуахим Асылмуратов, солист Казахского государственного театра оперы и балета им. Абая, затем — художественный руководитель Алма-Атинского хореографического училища. Дед — главный балетмейстер Алма-Атинской консерватории, прадед по отцовской линии — депутат Государственной Думы Российской империи первого созыва. Мать — танцовщица Галина Сидорова, уроженка Ленинграда, где её родители в 1920-30-х годах танцевали на эстраде. После окончания училища она вышла замуж за военного, во время Великой Отечественной войны вместе с родителями эвакуировалась в Алма-Ату, где начала танцевать в балетной труппе Театра оперы и балета им. Абая и, разведясь с первым мужем, вышла замуж за Абдуахима Асылмуратова. После окончания войны осталась жить в Алма-Ате, где и родилась Алтынай.
Детство Алтынай прошло за кулисами Театра оперы и балета им. Абая, она любила танцевать, но мать, зная трудности профессии, не хотела отдавать ребёнка в балетную школу. Алтынай послали в Ленинград на вступительные экзамены в Ленинградское хореографическое училище лишь благодаря настойчивости бабушки и деда.
В младших классах обучалась классическому танцу у Надежды Базаровой, на курсах (последние три года обучения) была в классе Инны Зубковской. После выпуска в 1978 году была принята в кордебалет Ленинградского театра оперы и балета им. С. М. Кирова. С 1980 по 1999 год была солисткой этого театра (в 1992 году ему было возвращено название Мариинский); с 1987 года — прима-балерина. Работала с педагогом-репетитором, народной артисткой СССР Ольгой Моисеевой. Дебютировала в ведущей партии (Одетта—Одиллия в «Лебедином озере») в Париже, во время гастролей театра. С началом перестройки Алтынай вместе с Фарухом Рузиматовым стали фактически первыми советскими балетными артистами, кто начал заключать контракты с ведущими западными труппами. В 1989—1993 годах она являлась ведущей солисткой английского Королевского балета, в 1995—1997 годах — труппы Марсельского балета по приглашению Ролана Пети, где танцевала его спектакли. В 1994 году была приглашена в Парижскую Оперу, где исполнила главные партии в балетах Рудольфа Нуреева «Баядерка» и «Лебединое озеро», тем самым, став одной из первых российских балерин, кто выступил с этой труппой после некоторого промежутка.
Среди партнёров Асылмуратовой были танцовщики Константин Заклинский, Фарух Рузиматов, Евгений Нефф, Игорь Зеленский, Махар Вазиев, Андрис Лиепа (в Петербурге), Ирек Мухамедов (в Лондоне), Ян Брёкс и Массимо Мурру (в Марселе).
В 1999 году за исполнение партии Кармен в одноимённом балете Ролана Пети, поставленном в Мариинском театре, получила петербургскую театральную премию «Золотой софит». В том же году, на пике своей карьеры, Алтынай оставила сцену, после чего занялась педагогической деятельностью, начав преподавать в своей родной школе — Академии русского балета имени А. Я. Вагановой.
В 2000 году окончила педагогический факультет Академии русского балета им. Вагановой, начиная с 2000 года являлась её первым проректором — художественным руководителем.
Дважды (в 2002 и 2012 годах) была членом жюри премии «Бенуа танца». В 2003 году была членом жюри международного конкурса «Приз Лозанны» (Швейцария), неоднократно являлась членом жюри балетного фестиваля Dance Open (Санкт-Петербург).
В декабре 2013 года в результате назначения Министерством культуры на должность исполняющего обязанности ректора Академии имени А. Я. Вагановой Николая Цискаридзе, Асылмуратова покинула свой пост: 4 ноября 2013 года, после появления информации о том, что с приходом Цискаридзе художественное руководство перейдёт к балерине Мариинского театра Ульяне Лопаткиной, педагоги Академии и артисты балета Мариинского театра обратились в Министерство культуры с письмом, в котором требовали пересмотреть решение о назначении Николая Цискаридзе и Ульяны Лопаткиной на руководящие должности, оставив художественное руководство школой за Алтынай Асылмуратовой. Министерство культуры сообщило о продлении с ней контракта, однако уже в начале декабря Алтынай уволилась по собственному желанию, отказавшись сообщить о причинах своего ухода.
Практически сразу была приглашена на работу в Михайловский театр, где с 13 декабря 2013 года по март 2014 года являлась советником генерального директора по балету. В 2015 году была приглашена в Казахстан, в государственный театр оперы и балета «Опера Астаны» — сначала в качестве педагога-репетитора и хореографа-постановщика, а затем — и художественного руководителя балетной труппы (вступила в должность 16 марта).
С 29 августа 2016 года по 2022 год — ректор Казахской национальной академии хореографии (Астана).
С 2022 года — художественный руководитель Казахской национальной академии хореографии.

### Семья
Муж — премьер балета Ленинградского театра оперы и балета им. С.М. Кирова, заслуженный артист РСФСР Константин Заклинский, сценический партнёр балерины на протяжении практически всей её творческой карьеры. Их дочь — Анастасия в 2013 году окончила Академию русского балета имени А. Я. Вагановой и была принята в труппу Мариинского театра. С 2016 года является солисткой балетной труппы театра «Астана-опера» (Казахстан).

## Творчество
Алтынай Асылмуратова — балерина лирико-драматического амплуа, её танец отличался красотой линий и выразительной актёрской игрой. Одна из самых ярких балерин Мариинского театра конца XX века.

Асылмуратова способна передать рафинированный стиль старинных балетов и свободу современной хореографии. Она может предстать героиней, сошедшей со старинной гравюры, и девушкой с обложки модного журнала. Асылмуратова очень женственна, не подвержена модным психопатическим рефлексиям, её мир добр, открыт и светел.— Л. Абызова.

### Репертуар
Театр оперы и балета имени С. М. Кирова / Мариинский театр
- фея Сирени, фея Смелости, принцесса Аврора, «Спящая красавица» Мариуса Петипа в редакции Константина Сергеева
- 1984 — Асият*, «Асият» Олега Виноградова
- 1988 — Мария Магдалина*, «Проба» А. Фодора на музыку Г. Прессера
- Солистка*, «Тема с вариациями» Джорджа Баланчина
- 18 марта 1992 — 1-й дуэт*, «В ночи» Джерома Роббинса (партнёр — Константин Заклинский)
- 28 января 1992 — «Увядающие листья» Энтони Тюдора
- Манон*, «Манон» Кеннета Макмиллана
- 1998 — Кармен*, «Кармен» Ролана Пети (дон Хосе — Ислом Баймурадов)
- Одетта и Одиллия, «Лебединое озеро» Мариуса Петипа и Льва Иванова в редакции Константина Сергеева
- Ширин, Мехмене Бану, «Легенда о любви» Юрия Григоровича
- Китри, «Дон Кихот» Мариуса Петипа в редакции Александра Горского (Базиль — Марат Даукаев)
- Никия, «Баядерка» Мариуса Петипа в редакции Владимира Пономарёва и Вахтанга Чабукиани
- Эгина, «Спартак» Юрия Григоровича
- Медора, «Корсар» Мариуса Петипа в редакции Петра Гусева
- Зарема, «Бахчисарайский фонтан» Ростислава Захарова
- Джульетта, «Ромео и Джульетта» Леонида Лавровского
- Сильфида, «Сильфида» Августа Бурнонвиля в редакции Эльзы-Марианны фон Розен
- Маша, «Щелкунчик» Василия Вайнонена
- Терпсихора, «Аполлон Мусагет» Джорджа Баланчина
- Зобеида, «Шехеразада» Михаила Фокина
- Клеманс (Генриетта?), Раймонда, «Раймонда» Мариуса Петипа в редакции Константина Сергеева
- мазурка, 7-й вальс, «Шопениана» Михаила Фокина
- Нестан-Дареджан, «Витязь в тигровой шкуре» Олега Виноградова
- па де де I акта, Жизель, «Жизель» Жана Коралли и Жюля Перро в редакции Мариуса Петипа
- Персидка, пляска персидок в опере «Хованщина»
- «Па-де-катр» Антона Долина
- «Лебедь» Михаила Фокина
- «Призрачный бал» Дмитрия Брянцева

(*) — премьера спектакля на сцене Мариинского театра
Королевский балет, Лондон
- Жизель, «Жизель»
- Одетта и Одиллия, «Лебединое озеро»
- Никия, «Баядерка» в редакции Наталии Макаровой
- Раймонда, «Раймонда» в редакции Рудольфа Нуреева
- Наталья Петровна, «Месяц в деревне[англ.]» Фредерика Аштона
- Манон, «Манон» Кеннета Макмиллана
- Джульетта, «Ромео и Джульетта[англ.]» Кеннета Макмиллана

Парижская национальная опера
- Никия, «Баядерка» в редакции Рудольфа Нуреева
- Одетта и Одиллия, «Лебединое озеро» в редакции Рудольфа Нуреева

Марсельский балет
- Сванильда, «Коппелия»
- Кармен, «Кармен»
- «Шери» (на музыку Франсиса Пуленка)
- «Арлезианка»
- «Чаплин танцует с нами»
- «Гепард»
- «Моя Павлова»

### Фильмография
- 1978 — Снег в трауре — эпизод, девушка-индуска
- 1982 — Backstage at the Kirov («За кулисами Кировского театра»), документальный фильм
- «Чёрный снег»
- 1988 — Клеопатра, «Египетские ночи»
- 1988 — Ева, «Гран па в белую ночь» (дуэт из балета Мориса Бежара «Гелиогабал», Адам — Фарух Рузиматов)

## Признание
- 1983 — Заслуженная артистка РСФСР
- 1998 — лауреат театральной премии «Балтика»
- 1999 — лауреат театральной премии «Золотой софит» (за исполнение партии Кармен в балете Ролана Пети)
- 2001 — Народная артистка Российской Федерации (6 июня 2001 года) — за большие заслуги в области искусства[12]
- 2013 — Орден Дружбы (15 ноября 2013 года) — за большие заслуги в развитии отечественной культуры и искусства, многолетнюю плодотворную деятельность[13]
- 2016 — Орден Парасат (Казахстан)[14]
- 2016 — Почётный знак «За заслуги в развитии культуры и искусства» (19 мая 2016 года, Межпарламентская ассамблея СНГ) — за значительный вклад в формирование и развитие общего культурного пространства государств — участников Содружества Независимых Государств, в реализацию идей сотрудничества в сфере культуры и искусства[15]
- 2020 — Юбилейная медаль «25 лет Конституции Казахстана»[16]
- 2020 — Юбилейная медаль «25 лет Ассамблеи народа Казахстана»;
- 2021 — Юбилейная медаль «30 лет Независимости Казахстана»[17]